# Felton Perry
Pour les articles homonymes, voir Perry.
Felton Perry est un acteur américain, né le 11 septembre 1945 à Chicago, dans l'Illinois (États-Unis).

## Filmographie
- 1969 : Medium Cool : Black militant
- 1970 : Dial Hot Line (en) de Jerry Thorpe (TV) : Jimmy
- 1970 : Matt Lincoln (série TV) : Jimmy
- 1972 : Night Call Nurses : Jude
- 1972 : Brute Corps
- 1972 : Jigsaw (TV) : Cab Driver
- 1972 : Trouble Man : Bobby Golden, Boxer
- 1973 : Justice sauvage (Walking Tall) : Obra Eaker
- 1973 : The Fuzz Brothers : Luther Fuzz
- 1973 : Magnum Force : Insp. Early Smith
- 1974 : The Nine Lives of Fritz the Cat (voix)
- 1974 : La Tour infernale (The Towering Inferno) : Scott
- 1977 : The City (TV) : Dr. Hank Cullen
- 1977 : Sudden Death (en) d'Eddie Romero : Wyatt Spain
- 1978 : Mean Dog Blues de Mel Stuart : Jake Turner
- 1978 : Hunters of the Reef (TV) : Winston L. St. Andrew
- 1978 : The Critical List (TV) : Dr. Hill
- 1979 : The Ordeal of Patty Hearst (TV) : Cinque
- 1985 : The Atlanta Child Murders (feuilleton TV) : Rev. Avery
- 1985 : Dans des griffes de soie (Seduced) (TV) : Randall Perkins
- 1986 : Le Clochard de Beverly Hills (Down and Out in Beverly Hills) : Al
- 1986 : La Loi de Los Angeles (TV) : Lester Tuttle
- 1987 : RoboCop : Johnson
- 1987 : Flic à tout faire (Hooperman) (série TV) : Inspector Clarence McNeil
- 1987 : Weeds : Associate Warden
- 1989 : Checking Out de  David Leland : Dr. Duffin
- 1990 : Nuits d'enfer (Daughter of the Streets) (TV) : Captain Towers
- 1990 : RoboCop 2 d'Irvin Kershner : Donald Johnson
- 1991 : Perfume : Freddy
- 1991 : Talent for the Game : Fred
- 1992 : Let's Kill All the Lawyers : Cyrus
- 1993 : RoboCop 3 de Fred Dekker : Johnson
- 1993 : Relentless 3 : Detective Ziskie
- 1993 : The American Clock (TV) : Clarence
- 1993 : Percy & Thunder (TV) : Waiting Man
- 1993 : Puppet Master 4 : Dr. Carl Baker
- 1994 : Menendez: A Killing in Beverly Hills (TV) : Calabasas Teacher
- 1994 : Dumb & Dumber : Detective Dale
- 1995 : Derby (TV) : Jessup
- 1996 : The Sweeper : Foster
- 1996 : Dark Breed : Powell
- 1999 : At Face Value : Duke
- 1999 : Buck and the Magic Bracelet : Shanka
- 2002 : Hollywood Vampyr : Professor Chiles